# Гай Лелий (консул 140 пр.н.е.)
 Тази статия е за римския консул от 140 пр.н.е..  За неговия баща, консул от 190 пр.н.е. вижте Гай Лелий.  
Гай Лелий (на латински: Gaius Laelius; * 188 пр.н.е.) e политик на римската република и много добър приятел с Сципион Емилиан (Сципион Младши).
Неговият баща Гай Лелий (консул 190 пр.н.е.) е приятел с по-стария Сципион Африкански. Синът дружи с писатели (като Теренций и Луцилий) и философи, което му носи името Sapiens („мъдрия“).
През 147 и 146 пр.н.е. той e легат при приятеля си Сципион Емилиан в третата пуническа война и му помага много в завладяването на Картаген. През 145 пр.н.е. той е претор, a следващата година пропретор в Испания и участва в битката против Вириат. През 140 пр.н.е. Лелеий става консул и остава в Рим, докато колегата му Квинт Сервилий Цепион поема войната в Испания. Тази година Лелий прави опит да подобри положението на италийските селяни, но сенаторите го карат да остави тези планове. (С този проблем се занимава няколко години по-късно и народният трибун Тиберий Гракх).
През 129 пр.н.е. Лелий пише траурната реч за Сципион. Лелий умира между същата година и 123 пр.н.е.
Едната от двете му дъщери Лелия Стара е омъжена с Гай Фаний (консул 122 пр.н.е.), a другата му дъщеря Лелия Младша е омъжена с Квинт Муций Сцевола (консул 117 пр.н.е.).
Цицерон пише Laelius de amicitia („за приятелството“) като взема за пример приятелството между Лелий и Сципион.